# 54 Hydrae
54 Hydrae är en stjärna med konstant magnitud som tidigare misstänktes vara variabel (CST) i Vattenormens stjärnbild.
54 Hydrae har visuell magnitud +4,94 och är synlig för blotta ögat vid normal seeing. Den befinner sig på ett avstånd av ungefär 100 ljusår.